# Nyitrakozma
Nyitrakozma (1899-ig Kuzmicz, szlovákul Kuzmice) község Szlovákiában, a Nyitrai kerület Nagytapolcsányi járásában.

## Fekvése
Nagytapolcsánytól 6 km-re északnyugatra fekszik.

## Története
A régészeti leletek tanúsága szerint területén már az újkőkorban éltek emberek. Később a hallstatti és a La Tène-kultúra települései álltak itt, de lakott volt a római korban és a nagymorva korban is.
A község részét képező Vitkóc már a korai szláv időszakban jelentékeny szerepet játszott a szlovák történelemben, hiszen Szent Cirill és Szent Metód itt alapították meg a mai Szlovákia egyik legrégibb keresztény templomát a 920 körüli időben. Kozma és Vitkóc az évszázadok során külön falvak voltak és csak 1903-ban egyesítették őket. 1389-ben a nyitrai káptalan oklevelében szerepel először, melyben a Kakas nembeli Dénest megerősítik birtokaiban, melyek a pataktól Kozma határáig terjedtek. A falu a nagytapolcsányi uradalom része volt. 1461-ben Hunyadi Mátyás oklevele említi ismét a települést, ebben a király megerősíti a nagytapocsányi uradalom birtokában egyrészről Országh Mihályt és fiát, másrészről Losonczi Albertet és fiait, Istvánt és Lászlót. 1570-ben Kozmán és Vitkócon 12, illetve 14 család lakott. 1601-ben Rudolf császár a tapolcsányi uradalmat hívének, Forgách Zsigmondnak adta. Egy 1608-as feljegyzés szerint a falut katonák égették fel és fosztották ki. 1710. február 2-án határában csata zajlott a kuruc és császári csapatok között. 1714-ben Forgách Simon birtokainak összeírásában Kozma is szerepel. 1720-ban Kozmán 11 jobbágycsalád élt. 1753-ban 13 jobbágy és 9 zsellér háztartás található itt. 1778-ban 25 házat – köztük 20 jobbágy és 5 zsellérházat – számláltak 196 lakossal. 1831-ben a falvak lakosságát kolera pusztította. 1843-ban újabb kolerajárvány, majd 1846-ban éhínség pusztított. A 19. század végén sok lakosa vándorolt ki a tengerentúlra.
Vályi András szerint "KUZMICZ. Tót falu Nyitya Várm. földes Ura Gróf Traun Uraság, lakosai katolikusok, fekszik Nagy Jáczhoz nem meszsze, és annak filiája, legelője szoross, földye réttye jó."
Fényes Elek szerint "Kuzmics, Nyitra m. tót falu, 142 kath., 5 zsidó lak. F. u. gr. Erdődy Józsefnő. Ut. p. N. Tapolcsán."
A trianoni békeszerződésig Nyitra vármegye Nagytapolcsányi járásához tartozott.

## Népessége
| Év:            | 1994. | 2004. | 2014.   | 2024.    |
| -------------- | ----- | ----- | ------- | -------- |
| Emberek száma: | 0     | 675   | 674     | 770      |
| Eltérés:       |       | –     | -0,14 % | +14,24 % |

| Év:            | 2023. | 2024.   |
| -------------- | ----- | ------- |
| Emberek száma: | 757   | 770     |
| Eltérés:       |       | +1,71 % |

1910-ben 425, többségben szlovák lakosa volt, jelentős magyar kisebbséggel.
2001-ben 660 lakosából 657 szlovák volt.
2011-ben 683 lakosából 677 szlovák.

## Neves személyek
- Vitkócon született Reviczky Gyula (1855-1889)
- Vitkócon szolgált Divéky Lajos (1752-1778) katolikus plébános, nevelő.
- Vitkócon birtokolt Szulyovszky Dezső (1863-1940) magyar jogász, ügyvéd, politikus, országgyűlési képviselő, 1906-ban Somogy és Zala vármegye teljhatalmú királyi biztosa.

## Nevezetességei
- X. Szent Pius pápa tiszteletére szentelt római katolikus temploma.
- Szent István tiszteletére szentelt kápolnája.
- 17. századi későbarokk szobor.

## Külső hivatkozások
- Hivatalos oldal
- Községinfó
- Nyitrakozma Szlovákia térképén
- Travelatlas.sk
- E-obce.sk Archiválva 2006. december 1-i dátummal a Wayback Machine-ben